# Oussama Chita
Oussama Chita (Khemis Miliana, 31 ottobre 1996) è un calciatore algerino, centrocampista o difensore dell'USM Alger e della nazionale algerina.

## Palmarès

### Club

#### Competizioni nazionali
- Campionato algerino: 1

USM Alger: 2018-2019
- Coppa d'Algeria: 1

MC Alger: 2013-2014

#### Competizioni internazionali
- Coppa della Confederazione CAF: 1

USM Alger: 2022-2023
- Supercoppa CAF: 1

USM Alger: 2023